# Jacob Jones (Schiff, 1919)
USS Jacob Jones (Kennung: DD-130) der Wickes-Klasse war benannt nach Kommodore Jacob Jones USN (1768–1850); sie war als zweiter Zerstörer, der diesen Namen führte, 1919 in den Dienst der US Navy gekommen. Der erste Zerstörer dieses Namens, USS Jacob Jones, war der einzige Zerstörer der US Navy, der im Ersten Weltkrieg versenkt wurde.
Am frühen Morgen des 28. Februar 1942 wurde die zweite Jacob Jones von einem deutschen Unterseeboot torpediert und versenkt. Die Rettungsmaßnahmen konnten trotz der Nähe der amerikanischen Ost-Küste nur noch 12 Mann der Jacob Jones retten. Der Zerstörer war der erste seiner Klasse, der im Dienst der US Navy im Zweiten Weltkrieg verloren ging.

## Geschichte des Schiffes
Die Kiellegung der zweiten USS Jacob Jones erfolgte bei der New York Shipbuilding Corporation in Camden (New Jersey) mit der Baunummer 215 als Destroyer No.130 am 21. Februar 1918. Am 20. November 1918 wurde der zweite nach dem Commodore Jones benannte Zerstörer der US Navy von einer Großenkelin des Commodore getauft und lief vom Stapel. Die erste USS Jacob Jones, Destroyer No. 61, der Tucker-Klasse war am 10. Februar 1916 in den Dienst der Navy gekommen und am 6. Dezember 1917 von U 53 versenkt worden. Nur 38 Mann der Besatzung konnten gerettet werden.

Nach der vollständigen Ausrüstung des neuen Zerstörers in Philadelphia begann er am 4. Dezember Probefahrten in den Atlantik. Am 22. Dezember traf der Zerstörer in Pensacola (Florida) ein. Weiterhin in der Ausbildung verlegte der Zerstörer am 3. Januar 1920 in den Pazifik. Am 26. Januar erreichte das Schiff San Diego. Der Zerstörer wurde an der kalifornischen Küste vorrangig zum Artillerie- und Flugzeugabwehr-Training eingesetzt. Am 17. August kam der Zerstörer in den Mare Island Navy Yard zu Reparaturen und einer gründlichen Überholung; er erhielt einen Reservestatus. 

Um in der Destroyer Force der Pacific Fleet eingesetzt zu werden, kam die Jacob Jones am 18. Juni 1921 wieder in Dienst und wurde aus San Diego eingesetzt, bis sie am 24. Juni 1922 erneut außer Dienst gestellt und der Reserve zugewiesen wurde.
Die Jacob Jones wurde am 1. Mai 1930 wieder in Dienst genommen und zwischen Alaska und Mexiko als Sicherungsschiff der Flugzeugträger eingesetzt. Im August nahm sie an Übungen der Schlachtschiffe teil und kam im November zu Reparaturen in die Marinewerft Mare Island. Wieder einsatzbereit fuhr der Zerstörer am 4. Februar 1931 nach Panama, wo er wieder Sicherungsschiff des Trägers Langley wurde. Jacob Jones nutzte am 22. März den Panamakanal, um an Manövern in der Karibik teilzunehmen. Ab dem 1. Mai verlegte der Zerstörer an die amerikanische Ostküste, um vom 26. bis 29. Mai an Manövern zusammen mit der United States Army in der Chesapeake Bay teilzunehmen. Im Sommer war das Schiff dann Teil der Destroyer Division 7 an der Küste Neuenglands, bevor es am 2. Oktober zu einer Überholung in den Boston Navy Yard ging.
Jacob Jones verließ Boston schon am 1. Dezember zu Manövern vor Haiti. Am 13. Februar 1932 verließ der Zerstörer wieder die Karibik, um in den folgenden 13 Monaten an der kalifornischen Küste Sicherungsdienst für Seeflugzeuge zu leisten und die Torpedoausbildung zu verstärken. Am 1. Mai 1933 kehrte der Zerstörer zur Guantanamo Bay Naval Base auf Kuba zurück, um dort an Manövern teilzunehmen. Am 26. Mai lief das Schiff dann nach Norfolk, Virginia um Teil einer bemannten Reservestruktur zu werden. Nach einer erneuten zweimonatigen Überholung in Charleston kehrte die Jacob Jones nach Guantanamo am 29. November zurück, um an verschiedenen Übungen teilzunehmen. Am 29. Juni brach sie den Trainingsbetrieb ab, um den Besuch von US-Präsident Franklin D. Roosevelt in Port-au-Prince, Haiti, zu begleiten (Teil der „Good Neighbor Policy“). Im Juli nahm der Zerstörer seinen Ausbildungsbetrieb wieder auf und nahm im September auch an einer Übung mit Landungstruppen in Guantanamo Bay teil. Ende November verließ der Zerstörer die Karibik und verlegte zum 3. Dezember 1934 in den Norfolk Navy Yard für eine mehrmonatige Grundüberholung.
Im Mai 1935 begann die Jacob Jones wieder mit der Ausbildung von Kadetten der United States Naval Academy im Atlantik bis zum 7. Juli. In den folgenden drei Monaten wurde an der Küste Kontroll- und Ausbildungsfahrten durchgeführt. Das Schiff verlegte dann nach New York, um dann im September mit anderen Zerstörern an Manövern teilzunehmen. Im Januar 1936 verlegte der Zerstörer in den Brooklyn Navy Yard, um gründlich untersucht und überholt zu werden. Am 15. Juni 1936 verließ der Zerstörer New York für Trainingsfahrten mit Reserve-Offizieren bis in die Karibik bis in den September. Im Oktober folgten in der Karibik gemeinsame Manöver von Army und Navy vor der üblichen technischen Inspektion in Norfolk. Ab Februar 1937 nahm der Zerstörer an einer Minensuch-Ausbildung teil. Es folgten Trainingsfahrten mit Offizieren der 5th Fleet Reserve und ab Juni Trainingsfahrten mit Kadetten. Die Ausbildungsfahrten endeten am 15. Januar 1938, als das Schiff aus Norfolk zu Landungsübungen mit der Flotte auslief. Nach den Manövern mit der Flotte um Puerto Rico und die Jungferninseln kehrte die Jacob Jones am 13. März zu einer Überholung nach Norfolk zurück. Im Juni nahm der Zerstörer von dort seine Ausbildungstätigkeit wieder auf mit Schwerpunkten in der Zusammenarbeit mit Flugzeugträgern und dem Einsatz der Torpedos und der Artillerie sowie der Ausbildung von Reserveoffizieren.

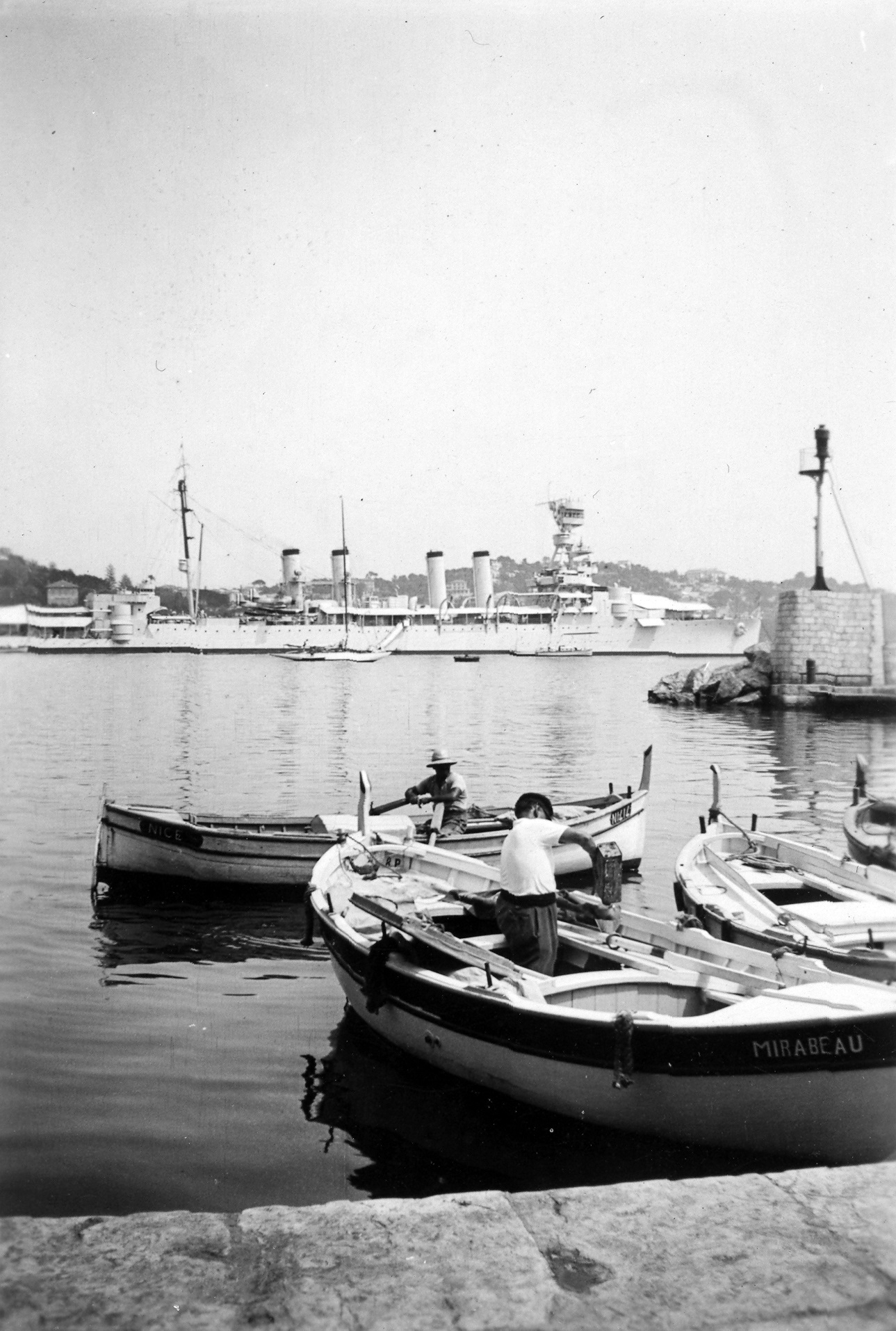
USS Omaha (CL-4) in Ville France

Im September 1938 bereitete sich die Jacob Jones auf einen Einsatz in Europa bei der Squadron 40-T im Mittelmeer vor. Die im September 1936 aufgestellte Flottille sollte amerikanische Staatsbürger während des Spanischen Bürgerkriegs schützen und ggf. evakuieren; der am 26. Oktober aus Norfolk ausgelaufene Zerstörer erreichte Gibraltar am 6. November und Villefranche am 17. November zusammen mit der Badger. Die beiden Zerstörer lösten die zuvor eingesetzten Claxton und Manley ab. Flaggschiff des Verbandes war der Leichte Kreuzer Omaha. Der französische Mittelmeerhafen war Ausgangspunkt der amerikanischen Kontrollfahrten bis zum 20. März 1939.
Die amerikanischen Zerstörer besuchten dann Algier am 24./25. März 1939 und dann noch weitere europäische Häfen zwischen Rotterdam und Lissabon. Von dort begann der Rückmarsch der beiden Zerstörer zusammen mit der Omaha in die Vereinigten Staaten, wo sie am 14. Oktober 1939 in Norfolk eintrafen. Der Kreuzer hatte sich während des Besuche der Zerstörer an der europäischen Westküste in Malta zu Instandsetzungsarbeiten befunden. In Lissabon verblieb die neu formierte Squadron 40-T mit dem Kreuzer Trenton und den Zerstörern Dickerson und Herbert.

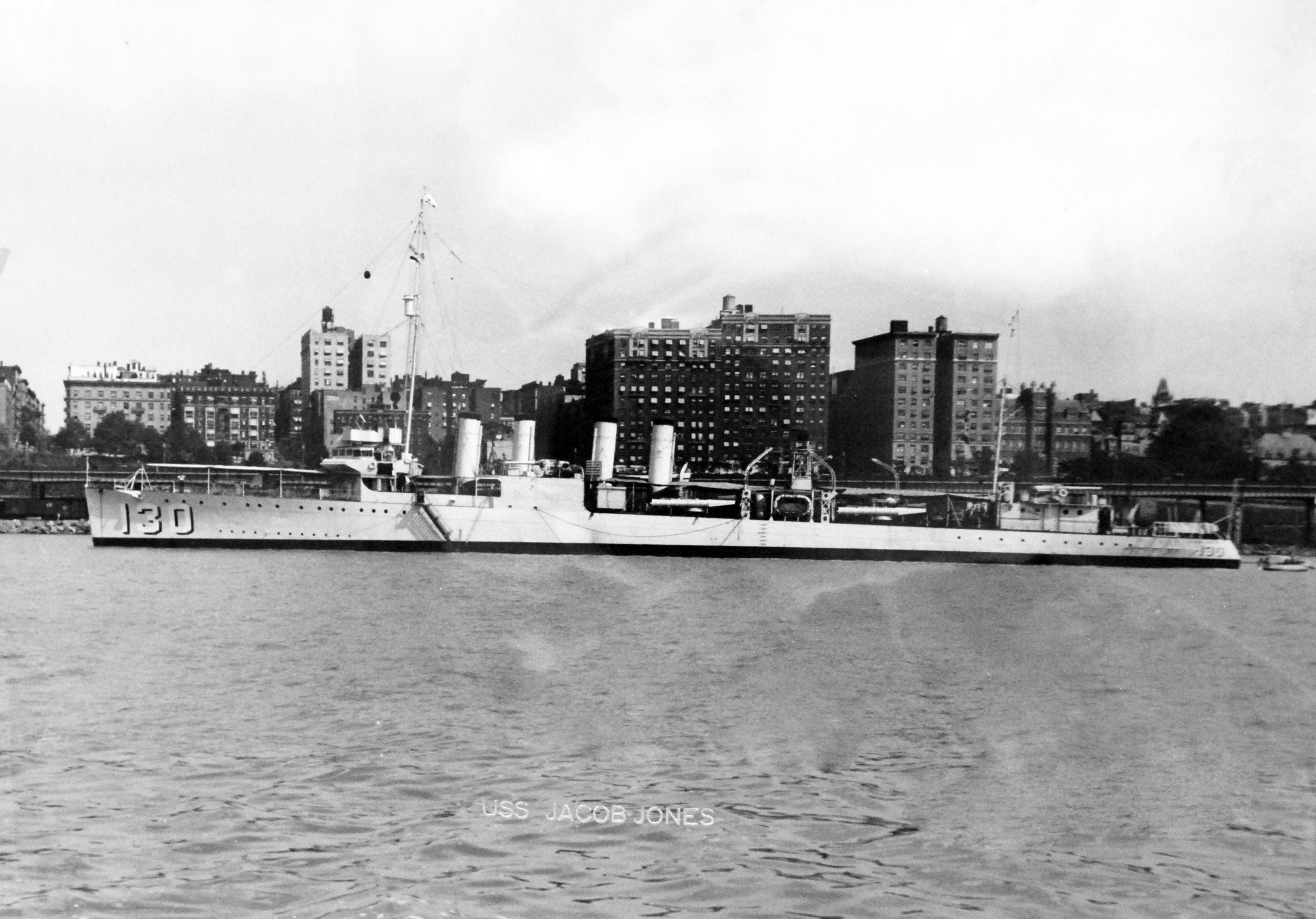
Die Jacob Jones 1939

Die Jacob Jones nahm in der Heimat wieder ihre üblichen Ausbildungsaufgaben war und überwachte dabei das Seegebiet zwischen Norfolk und Newport (Rhode Island) und begleitete im Dezember das Unterseeboot Seadragon auf seiner Jungfernfahrt in die Karibik. Nach einer zweimonatige Werftliegezeit in Norfolk verlegte die Jacob Jones am 4. April 1940 nach Charleston, um an der Neutralitätspatrouille teilzunehmen. Diese sollte alle kriegsbezogenen Bewegungen der kriegführenden Parteien in der Westlichen Hemisphäre begleiten und melden. Damit sollte den kriegführenden Parteien deutlich gemacht werden, das die USA bereit seien, diesen Raum zu verteidigen. Nach zwei Monaten in dieser Aufgabe wurde der Zerstörer ab Juni 1940 wieder zur Kadetten-Ausbildung genutzt. Im September verlegte das Schiff nach New London (Connecticut) zur intensiven U-Boot-Abwehrschulung, die dann im Dezember in Key West fortgesetzt wurde.
Ab März 1941 beteiligte sich die Jacob Jones wieder an der Neutralitätspatrouille zwischen Key West und der Yucatánstraße. Ab Mai beteiligte sich der Zerstörer an der engen Überwachung der von Vichy-Frankreich kontrollierten Inseln Martinique und Guadeloupe. Am 30. September 1941 verließ der Zerstörer Guantanamo mit der Destroyer Division 54 um Geleitaufgaben im Nordatlantik zu übernehmen. Zu diesem Verband gehörten noch der Zerstörer Roper als Führer sowie die Zerstörer Dickerson und Herbert. Jacob Jones erhielt zwei Monate Zeit für eine Überholung und Vollausrüstung in Norfolk und verlegte am 1. Dezember 1941 für ein abschließendes Geleittraining an die Küste Neuenglands.

### Einsätze im Zweiten Weltkrieg
Am 12. Dezember 1941 verließ die Jacob Jones den Hafen von Boston, um von der Naval Station Argentia auf Neufundland den Geleitsicherungsdienst aufzunehmen. Ab dem 16. begleitete der Zerstörer die U-Boote Mackerel und SS-138 bei schwerer See nach Boston und kehrte am 24. Dezember nach Argentia zurück. Der nächste Einsatz folgte am 4. Januar 1942 mit der Sicherung der Minensucher USS Albatross und Linnet auf dem Weg zum Konvoi SC 63 nach England. Auf dem Weg zum Konvoi hatte der Zerstörer einen Unterwasserkontakt und fuhr einen Unterwasserangriff. Der Kontakt riss ab und ein Ergebnis war nicht feststellbar. Der Zerstörer brachte die Minensucher zum Konvoi und war am 5. Januar wieder in Argentia.
Der nächste Einsatz der Jacob Jones folgte am 14. Januar 1942, um den Konvoi HX 169 bis Island zu sichern. Der Geleitzug lief in einen gewaltigen Orkan und fiel auseinander. Jacob Jones traf dann mit wenig Treibstoff, einem nicht funktionstüchtigen Gyrokompass und einem fehlerhaften Magnetkompass allein am 19. Januar in Hvalfjörður auf Island ein. Fünf Tage später lief der Zerstörer mit drei Frachtern wieder Richtung Heimat aus. Wieder war es sehr stürmisch, was bei hohem Seegang erneut zur Trennung der Schiffe führte. Die Jacob Jones lief schließlich mit nur einem norwegischen Frachter Richtung Heimat. Sie entdeckte ein weiteres U-Boot am 2. Februar 1942, aber ihre Wasserbomben zeigten keinen Erfolg. Am 3. traf der Zerstörer wieder in der Basis ein und lief am folgenden Tag wieder aus, um den Konvoi ON 50 zu sichern, mit dem am 8. Boston erreicht wurde. Dort erhielt der Zerstörer eine Woche Pause, um dringende Reparaturen durchzuführen. Dann marschierte das Schiff nach Norfolk und von dort am 18. nach New York.
Um die Verluste vor der amerikanischen Küste zu reduzieren, hatte der Befehlshaber der Sicherung an der Atlantikküste der USA angeordnet, die Suche nach U-Booten unabhängig von den Handelsschiffen durchzuführen. Am 22. Februar verließ die Jacob Jones New York zu einer selbstständigen Suche. Der Zerstörer lief durch einen geräumten Kanal nahe dem Ambrose Light Ship und hatte sofort einen Kontakt erkannt. Der sofortige Angriff wurde fünf Stunden fortgesetzt, die Jacob Jones warf zwölf Muster und dabei 57 Wasserbomben. Während der letzten sechs Angriffe wurden Öllachen entdeckt aber keine sonstigen Reste. Da der Wasserbombenvorrat verbraucht war, musste der Zerstörer die Fahrt abbrechen. Auch spätere Untersuchungen erbrachten keine Hinweise für eine Versenkung.

### Das Ende derJacob Jones
Am Morgen des 27. Februar 1942 lief die Jacob Jones aus dem New Yorker Hafen und lief entlang der Küste New Jerseys südwärts. Das Suchgebiet sollte zwischen Cape May und den Kaps von Delaware liegen.
Kurz nach der Abfahrt erhielt das Schiff den Befehl zwischen dem Leuchtturm von Barnegat (New Jersey) und der Five Fathom Bank zu suchen. Am Nachmittag entdeckte der Zerstörer das brennende Wrack des Tankers R.I. Resor, der am Vortag torpediert worden war. Der Zerstörer kreiste um das Schiff, fand aber keine Überlebenden. Nach etwa zwei Stunden setzte die Jacob Jones ihre Fahrt südwärts fort, gab um 20 Uhr noch eine Meldung an seine Zentrale und lief abgedunkelt weiter nach Süden.

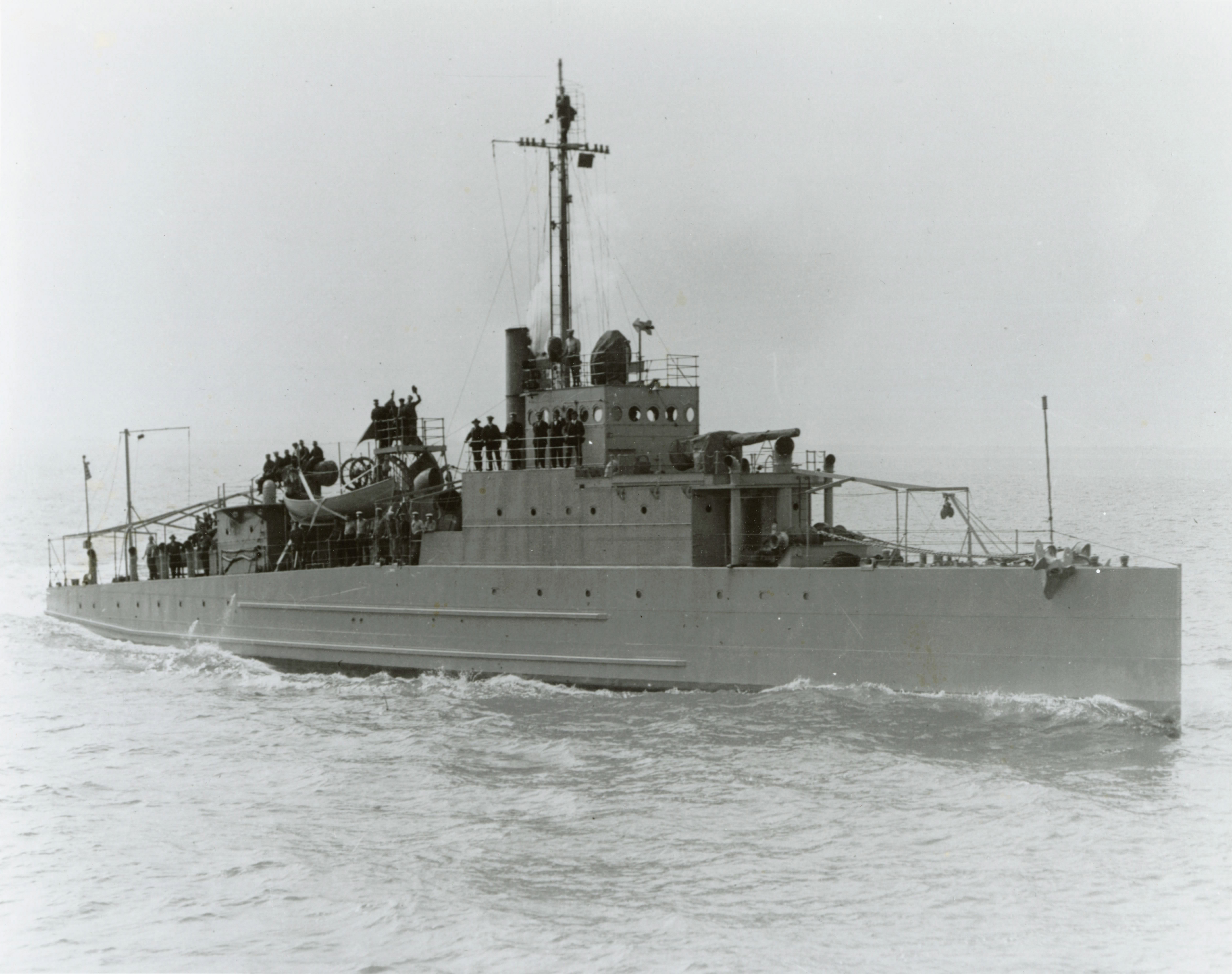
Ein Eagle-Boot

Beim ersten Licht des 28. Februar 1942 feuerte das bis dahin unentdeckte deutsche U 578 einen Torpedo-Fächer auf den unerwartet entdeckten Zerstörer. Zwei oder drei Torpedos trafen den Zerstörer überraschend an der Steuerbord-Seite.  Nach Aussagen der Überlebenden traf der erste Treffer kurz hinter der Brücke und brachte das Magazin des Zerstörers zur Explosion. Die Explosion zerstörte den Brückenturm mit allen zentralen Einrichtungen. Der zweite Torpedo traf etwa 12 m vor dem Heck und riss das Heck mit den Schrauben ab. Das Schiff verfügte weder über einen Antrieb noch über Kommunikationsmittel. Das schwer beschädigte Schiff kam zum Stillstand, etwa 30 Mann waren gestorben, darunter der Kommandant, Lieutenant Commander Black. Die Überlebenden sollten das sinkende Schiff auf vier/fünf Flößen verlassen, da die Boote beschädigt waren. Nach über 45 Minuten sank der Zerstörer auf 38° 37′ N, 74° 32′ W und dann auch das abgerissene Heckteil, wobei noch eigene Wasserbomben explodierten und weitere Opfer forderten.
Um 8.10 Uhr entdeckte ein Aufklärungsflugzeug der US Army zufällig die Flöße und alarmierte die Navy. Das Patrouillenboot USS Eagle 56 (615 ts, 1919) fand am Vormittag tatsächlich eines der Flöße der Jacob Jones mit 12 Mann. Die folgende Suche erbrachte keine weiteren Funde. Wegen des sich verschlechternden Wetters und den Vorräten des Bootes musste die Suche nach weiteren Schiffbrüchigen schon vor 12 Uhr mittags abgebrochen werden. Auch weitere Suchen an den folgenden Tagen brachten keine neuen Erkenntnisse.
Noch vor dem Erreichen der Küste starb einer der Schiffbrüchigen an Bord der Eagle 56. Den Untergang der Jacob Jones überlebten die sieben Offiziere und 131 weitere Besatzungsangehörige nicht. Nur elf Besatzungsmitglieder konnten gerettet werden.